# Iermak Timoféievitx
Iermak Timoféievitx (en rus Ерма́к Тимофе́евич) (nascut entre 1532 i 1542 a la regió del cosacs del Don; mort entre el 5 i 6 d'agost de 1585) va ser un líder ataman cosac, un dels primers exploradors de Sibèria. Les seves exploracions marcaren el començament de l'expansió de Rússia cap a l'est i la posterior colonització de Sibèria.
Abans de 1578, les unitats cosaques de Iermak s'enfrontaren nombroses vegades amb les tropes russes, perses i tàtares en territoris propers al riu Volga pel control de les rutes comercials de la zona.
El 1558, la família de comerciants Stróganov va rebre un permís del tsar rus Ivan el Terrible per explorar la regió del riu Kama, i el 1574 un altre permís per a les terres de la conca dels rius Turà i Tobol, i també permisos per construir forts i poblacions al llarg dels rius Obi i Irtix.
Iermak Timoféievitx arribà a un acord temporal amb els Stróganov, segons el qual va donar protecció als poblats d'aquesta família contra els atacs dels tàtars, a canvi d'aliments i municions.

## La conquesta de Sibèria
L'1 de setembre de 1581, Iermak va decidir dirigir els seus homes a l'orient de l'anomenat Cinturó de Pedra (els Urals) i els Stróganov l'ajudaren amb tropes, equipament i municions. Iermak primer es dirigí al nord pel riu Txusovaia i després pels rius Kama i Obi. Passà l'hivern a la riba del riu siberià Jeravl.

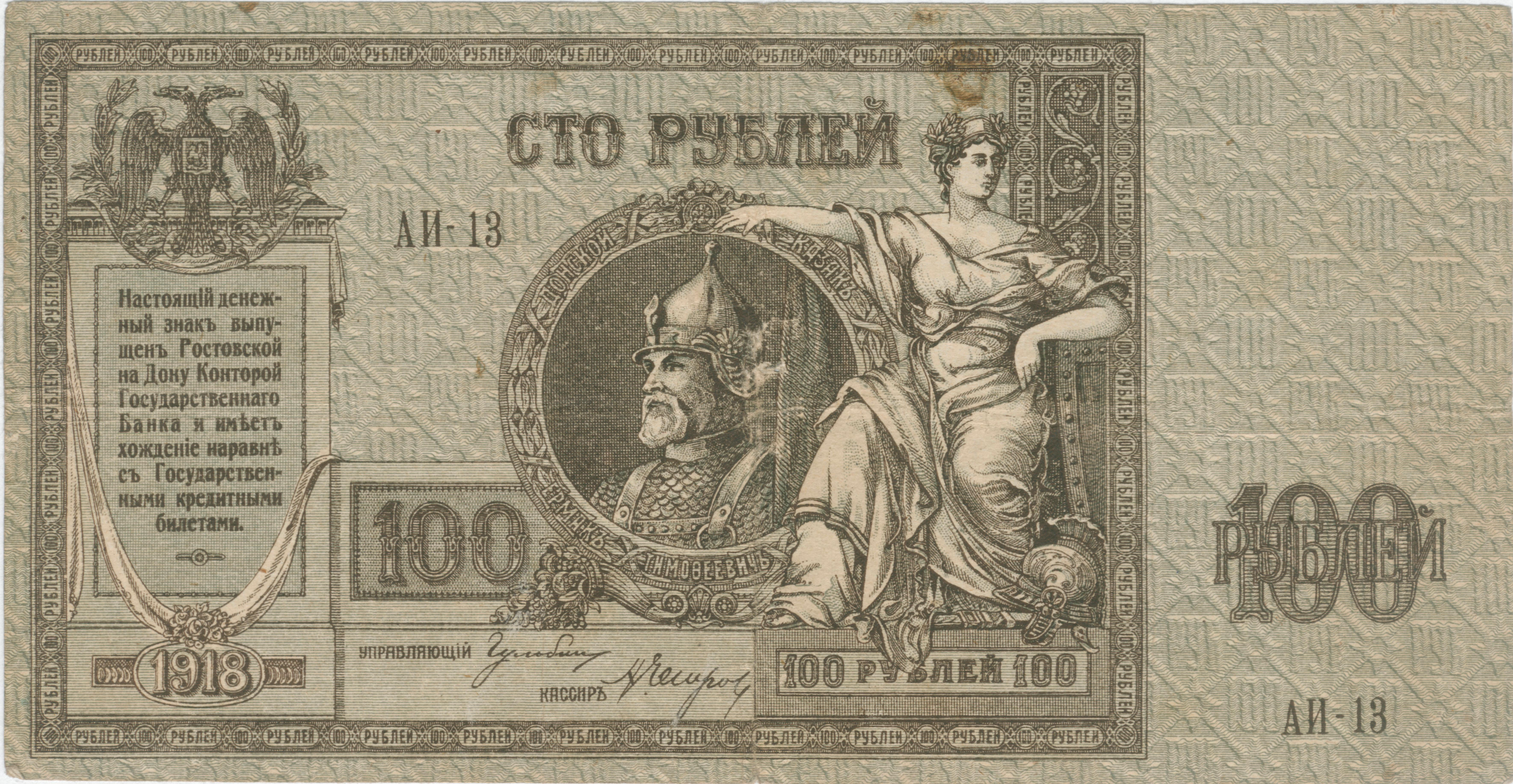
Imatge de Iermak en un bitllet de 100 rubles (any 1918)

A la primavera de l'any 1582, navegaren pels rius Jeravl, Barantxà i Taguil per arribar al riu Turà. Al Turà i a les envistes del riu Tavdà, les tropes de Iermak s'enfrontaren a les tropes tàtares siberianes i les van vèncer. El 26 d'octubre, Iermak capturà la capital del Kanat de Sibèria, Qaşlıq (a 17 km de l'actual Tobolsk), cosa que va obligar els tàtars a retirar-se a les estepes del riu Ixim. En el contraatac tàtar, Iermak morí i els cosacs es retiraren, temporalment, d'aquesta part de Sibèria després de dominar-la durant dos anys.